# Петар Шегвић
Сплит
Петар Шегвић (Сплит 25. јуни 1930 — Сплит, 7. јуни 1990) био je југословенски репрезентативац у веслању и заслужни спортиста Југославије. 
Био је инжењер бродоградње. Веслањем се почео бавити 1946. године, као члан ВК Гусар из Сплита.
Шест пута је био првак Југославије, од тога четири пута у четверцу без кормилара. Учествовао је на три европска првенства у Милану 1950 (Боначић, Валента, Тројановић и Шегвић), Макону 1951 Шегвић, Валента, Тројановић и Боначић). и Копенхагену 1953 (Боначић), Валента, Тројановић и Шегвић).
На Олимпијским играма 1952 у Хелсинкију је у четверцу без кормилара освојио прву златну медаљу за југословенски веслачки спорт.